# Et samfund grundlægges
Et samfund grundlægges er en dansk dokumentarfilm, der er instrueret af Nielsen Lauritz.

## Handling
Et bisamfund etableres af mennesker. Pointen er, at bier er ufarlige, hvis de håndteres korrekt.